# A kölyök (film, 1921)
A Kölyök (eredeti cím: The Kid) Charlie Chaplin első egész estés fekete-fehér játékfilmje. A filmet szinte teljes egészében ő készítette, rendezője, írója, vágója és főszereplője volt a filmnek. Partnere, az akkor 6 éves Jackie Coogan az egyik legelismertebb gyerekszínész volt Amerikában.

## Cselekmény

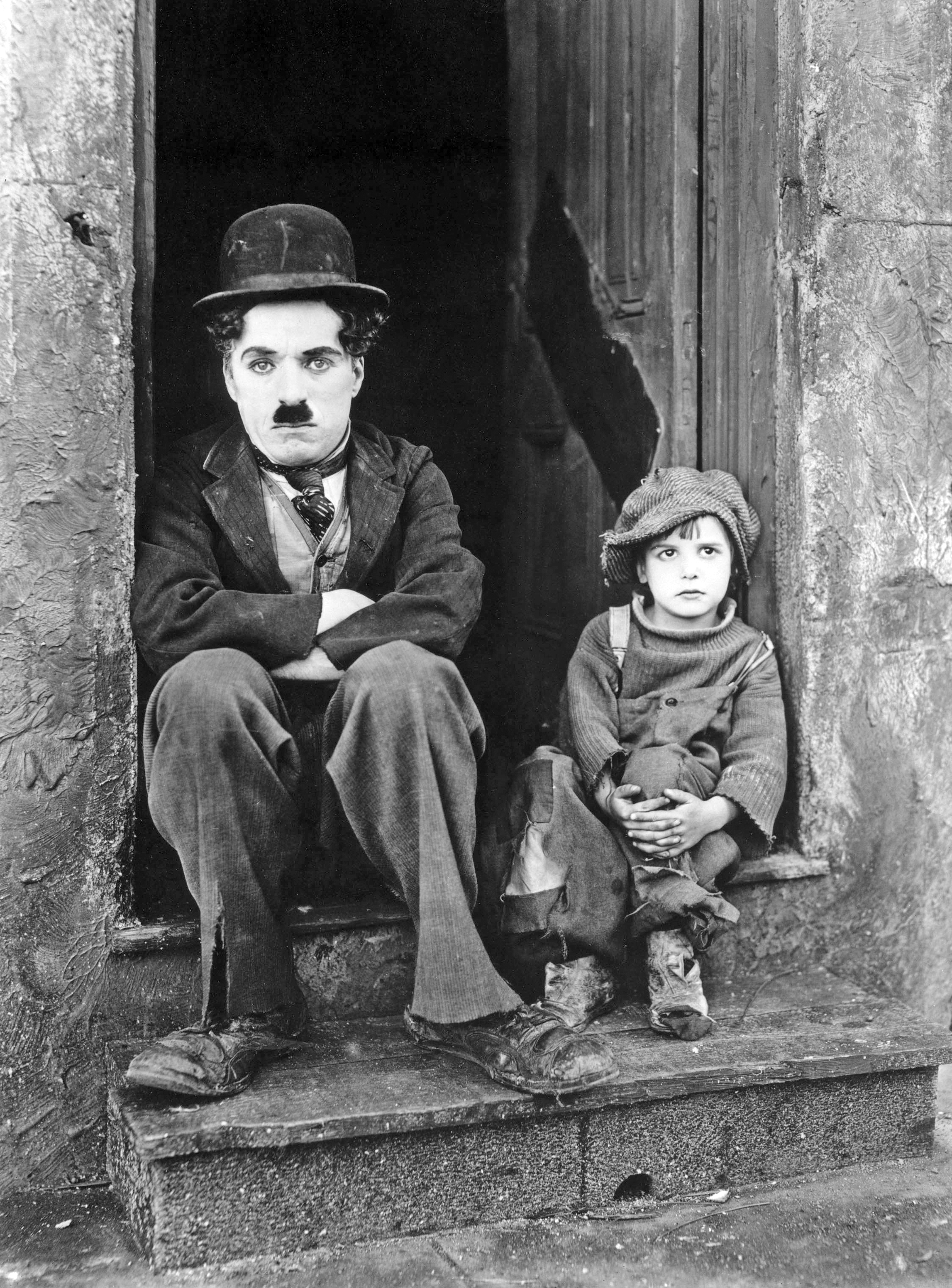
A csavargó és a kölyök

Egy fiatal anya újszülött gyermekével a karjában, kétségbeesetten és magányosan sétál a parkban. Végső elkeseredésében egy gazdag család autójában hagyja gyermekét. Az autó azonban tolvajok kezére kerül, akik egy szegénynegyedben kirakják a csecsemőt. Egy csavargó (Charlie Chaplin) talál rá, és, bár nem önszántából, de hazaviszi. Öt évvel később a kisfiú (Jackie Coogan) és a csavargó elválaszthatatlan társak és barátok lesznek. Együtt menekülnek a rendőrök elől. Közösen dolgoznak, a kisfiú kitöri az ablakokat, melyeket a csavargó utána rendbe hoz. Azonban megjelenik az édesanya, és felforgatja az életüket. A kisfiút intézetbe akarják küldeni, majd később az édesanyja is vissza akarja kapni. A csavargó és a kölyök pedig elszántan küzd azért, hogy együtt maradhassanak.
A Kölyök örök érvényű film, szól a szeretetről, összetartásról, a szegények és a gazdagok közti különbségekről. Műfaja pedig a Chaplin-filmekre jellemző komédia és melodráma keveredése.

## Szereplők
- Charles Chaplin – csavargó
- Jackie Coogan – kölyök
- Edna Purviance – anya
- Carl Miller – férfi
- Tom Wilson – rendőr
- Jack Coogan Sr.– ördög
- Henry Bergman – vállalkozó
- Lita Grey – a Kísértés Angyala